# Volkswagen Polo III
La Volkswagen Polo III è un'autovettura prodotta dalla casa automobilistica tedesca Volkswagen dal 1994 al 2002.

## Profilo e contesto

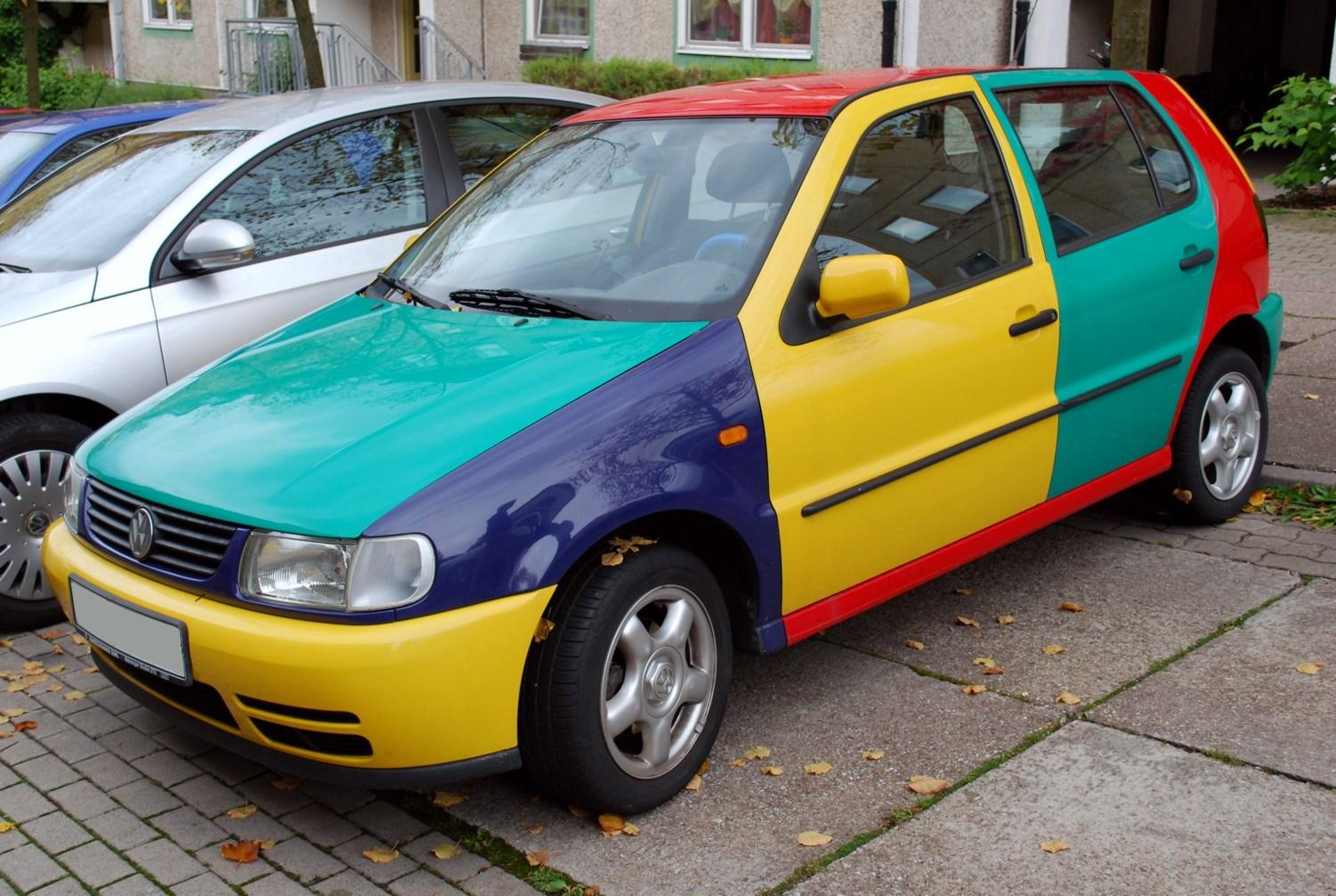
Polo Harlequin

Migliorata e completamente rinnovata, la terza versione dell'utilitaria tedesca non presentava più la particolare carrozzeria a coda tronca che la rendeva simile a una piccola station wagon, presentandosi al pubblico (Ottobre 1994) in versione 3 porte o 5 porte, con uno stile conforme a quello delle concorrenti, aggraziata e anche, dall'anno successivo, in conformazione classica da berlina a 3 volumi denominata Polo Classic (non commercializzata in Italia). La meccanica è in comune con la SEAT Ibiza e anche in molti particolari (come ad esempio gli interni e il gruppo sospensioni) con la Volkswagen Golf. Con questa versione incominciò anche a essere equipaggiata di motori turbodiesel oltre ai classici motori aspirati la cui cilindrata variava tra i 1043 e i 1598 cm³.
Nel 1995 venne presentata nella colorazione arlecchino ("Harlekin" o "Harlequin"), dove le diverse parti della carrozzeria avevano colori differenti. Vennero prodotti 3.800 esemplari e successivamente la colorazione venne ripresa anche dalla Golf.
La Polo viene sottoposta per la prima volta ai crash test dell'Euro NCAP nel 1997, totalizzando il punteggio di 3 stelle.
Sullo stesso pianale, nel 1997 nasce anche la Polo Variant, versione familiare, costruita in Brasile, che ha componenti e gran parte dell'estetica in comune con la SEAT Córdoba Vario. Con questo modello la VW va a inserirsi per la prima volta nella fascia delle giardinette di fascia bassa.
Per i soli mercati sudamericani venne inoltre proposta la versione "Classic" versione a 3 volumi con il corpo centrale esattamente uguale alla Cordoba (non commercializzata in quel continente) e il frontale della "Polo".

## Terza serie (6N2) - Restyling 1999

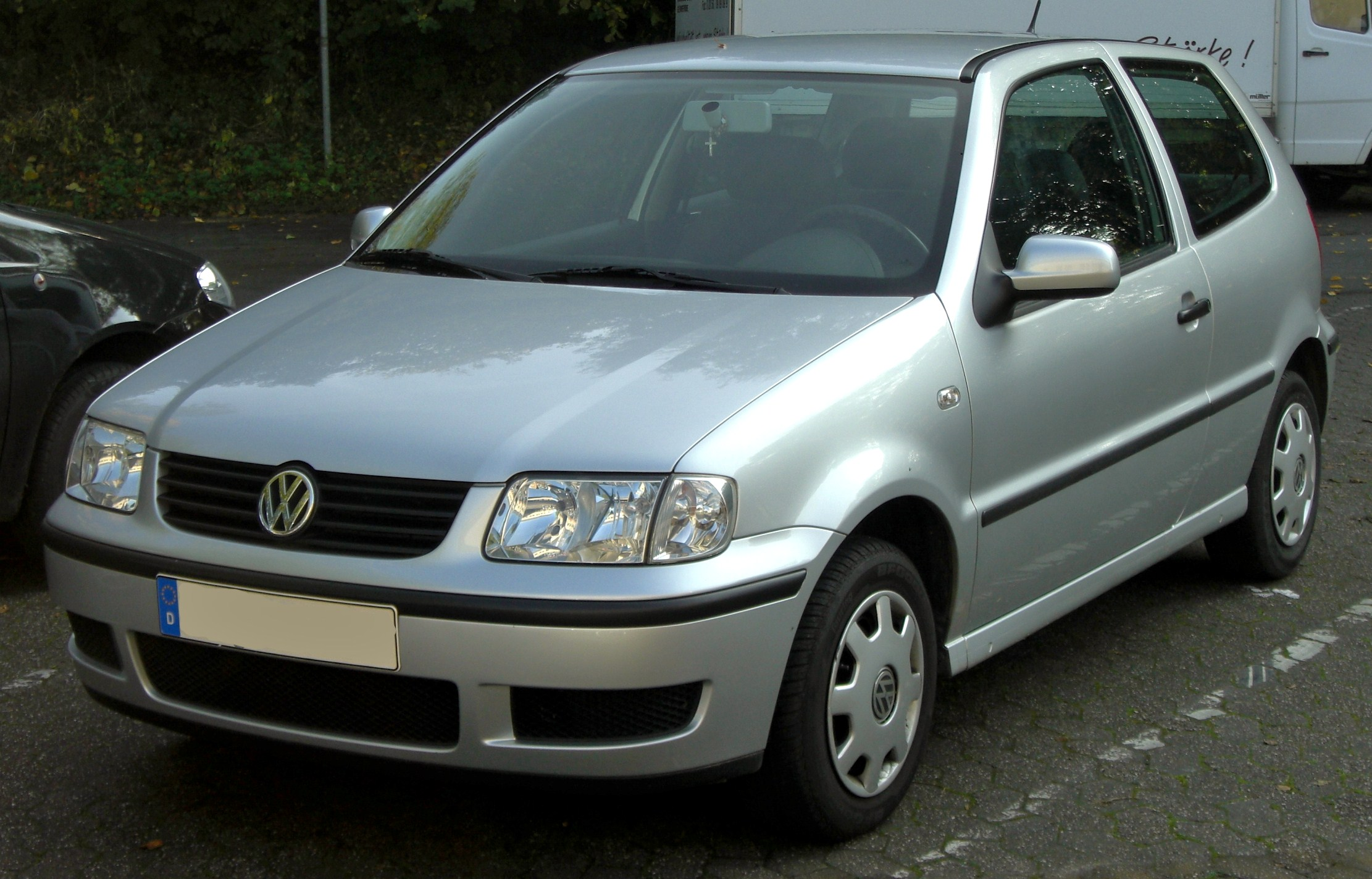
Polo terza serie restyling

Il 9 settembre 1999 un deciso restyling ha interessato le versioni a 3 e 5 porte, determinando cambiamenti evidenti nella linea (soprattutto fari e paraurti, sia anteriori sia posteriori) e nelle dotazioni di sicurezza (Doppio airbag di serie, e possibilità di equipaggiarla di ABS, ESP e airbag laterali), con l'introduzione inoltre di nuovi motori, in particolare i TDI, già presenti da qualche anno nelle vetture di categoria superiore della casa automobilistica.
Anche la versione Variant subirà qualche aggiornamento in questa occasione, ma dopo questo restyling non verrà più proposta nella serie successiva, visto lo scarso successo commerciale.
Con il telaio e il frontale di questa versione della Polo venne prodotto anche un veicolo commerciale di taglia piccola, il Volkswagen Caddy, che nella versione precedente aveva invece utilizzato la parte telaistica della Golf.
Nel 2000 viene risottoposta una seconda volta ai crash test dell'Euro NCAP con il risultato finale di 4 stelle.
In Sudamerica è stata commercializzata una versione chiamata Volkswagen Polo Playa, del tutto identica alla seconda serie della SEAT Ibiza.

## Motorizzazioni
| Modello           | Disponibilità    | Motore  | Cilindrata (cm³) | Potenza        | Coppia max (Nm) | Emissioni CO2 (g/km) | 0–100 km/h (secondi) | Velocità max (km/h) | Consumo medio (km/L) |
| 1.0 cat.          | dal 1996 al 2001 | Benzina | 999              | 37 kW (50 CV)  | 86              | n.d                  | 18,4                 | 151                 | 16,7                 |
| 1.05 cat.         | dal 1994 al 1997 | Benzina | 1043             | 33 kW (45 CV)  | 76              | n.d                  | 21,4                 | 145                 | 15,0                 |
| 1.3 cat.          | dal 1994 al 1996 | Benzina | 1298             | 40 kW (55 CV)  | 100             | n.d                  | n.d                  | 156                 | 15,3                 |
| 1.4 cat.          | dal 1995 al 1999 | Benzina | 1390             | 44 kW (60 CV)  | 116             | n.d                  | 14,9                 | 160                 | 15,1                 |
| 1.4 8V/70 CV cat. | dal 1999 al 2001 | Benzina | 1390             | 51 kW (70 CV)  |                 |                      |                      |                     |                      |
| 1.4 16V cat.      | dal 1996 al 2001 | Benzina | 1390             | 55 kW (75 CV)  | 126             | n.d                  | 12,3                 | 172                 | 16,1                 |
| 1.6 cat.          | dal 1994 al 1999 | Benzina | 1598             | 55 kW (75 CV)  | 135             | n.d                  | 12,2                 | 172                 | 13,7                 |
| 1.4 16V cat.      | dal 1996 al 2001 | Benzina | 1390             | 74 kW (101 CV) | 126             | n.d                  | 10                   | 190                 | n.d                  |
| 1.6 16V cat. GTI  | dal 1999 al 2001 | Benzina | 1598             | 92 kW (125 CV) | 152             | n.d                  | 8,7                  | 205                 | 13,4                 |
| 1.4 TDI cat.      | dal 1999 al 2001 | Diesel  | 1422             | 55 kW (75 CV)  | 195             | n.d                  | 12,9                 | 170                 | 21,9                 |
| 1.9 Diesel cat.   | dal 1996 al 1999 | Diesel  | 1896             | 47 kW (64 CV)  | 124             | n.d                  | 15,8                 | 160                 | 16,9                 |
| 1.9 SDI cat.      | dal 1999 al 2001 | Diesel  | 1896             | 55 Kw (75 CV)  | 124             | n.d                  | 15,6                 | 160                 | 20,4                 |
| 1.9 TDI cat.      | dal 1997 al 2000 | Diesel  | 1896             | 66 Kw (90 CV)  | 210             | n.d                  | 12,5                 | 176                 | 20,0                 |